# David King (Dead by Daylight)
David King es un personaje jugable en Dead by Daylight, un videojuego de survival horror en línea desarrollado por Behaviour Interactive. Fue presentado por primera vez como Superviviente en el quinto capítulo del contenido descargable (DLC) del juego, Una nana para la oscuridad, en julio de 2017. David es un hombre inglés de Mánchester, quién mostraba un comportamiento antisocial antes de ser llevado al reino de la Entidad, donde ahora posee habilidades que lo hacen notablemente hábil para proteger a otros Supervivientes y reforzar sus posibilidades de supervivencia contra los Asesinos, recompensando al jugador por elegir un estilo de juego altruista.
Una actualización descargable lanzada en abril de 2022 reveló que David es gay, estableciéndolo retroactivamente como el primer personaje LGBT confirmado en Dead by Daylight. Según los creadores del juego, esta decisión se tomó para cambiar y mejorar la falta de representación LGBT del juego. La revelación de su sexualidad fue recibida con reacciones variadas. Sin embargo, es uno de los personajes más populares entre los jugadores de Dead by Daylight y uno de los Supervivientes más elegidos.

## Creación

### Desarrollo
David fue revelado por primera vez como nuevo Superviviente el 25 de julio de 2017, para ser añadido al juego como parte del DLC gratuito A Lullaby for the Dark, que también incluía a la Cazadora como nueva Asesina y a Mother's Dwelling como nuevo mapa. El capítulo DLC salió para ordenadores unos días después, el 27 de julio, con la confirmación de que también estaría disponible en consolas más adelante.
En cuanto a la discrepancia entre su presentación exteriormente gamberra o maleducada y sus altruistas habilidades de apoyo, el miembro del personal de Behaviour Interactive Mathieu Cote explicó a Rock, Paper, Shotgun que las habilidades de David reflejan los intentos de la compañía de "añadir algo o ajustar la forma" en que la gente juega y las estrategias que han desarrollado. Esto supuso una desviación de su enfoque habitual de equipar ventajas que resaltan las personalidades del universo de los supervivientes. Al igual que otros Supervivientes, David no habla pero puede gruñir y gritar de dolor; en estos casos, le pone voz el diseñador de juegos eslovaco Stefan Horvath, que trabajó en Dead by Daylight.

### Lore
Nacido y criado en Manchester (Inglaterra, Reino Unido) David es descrito como el hijo único mimado de padres ricos que pasaba su tiempo entregándose a conductas delictivas como beber y pelearse en pubs. Ocasionalmente ganaba su propio dinero como boxeador a puño limpio y violento cobrador de deudas, pero aceptaba estos trabajos por la emoción de la violencia más que por el dinero, ya que la riqueza de sus padres le permitía vivir cómodamente. Iba camino de convertirse en un exitoso jugador de rugby, pero su carrera se vio truncada cuando fue sancionado de por vida tras agredir a un árbitro. Su pasado se amplía con el tomo 11 de los Archivos del juego, Devoción, que explora sus recuerdos de antes de que la Entidad se apoderara de él. Uno de esos recuerdos tiene lugar en un pub, donde una conversación sobre relaciones románticas lleva a David a hablar de detalles íntimos de su vida, incluido un antiguo novio.

### Sexualidad
"Como hombre gay con un pasado como el de David King, con una familia que no lo aprueba, es parte de [la historia] pero no es en lo que queríamos centrarnos. Queríamos centrarnos en algo con lo que todo el mundo pudiera identificarse. Y eso es una historia de amor. Podríamos haber cambiado esta narrativa por una más heterosexual, y aún así habría funcionado y habría sido una gran historia. Y además, al estilo de Dead by Daylight, también es bastante trágica".
 - Dave Richard, Eurogamer <

Dead by Daylight destaca por su popularidad entre los jugadores LGBTQ, y muchos creadores de contenidos que se identifican como LGBTQ han recibido el apoyo de los desarrolladores del juego. El director creativo de Dead by Daylight, Dave Richard, señaló que los jugadores de la comunidad LGBTQ han destacado en repetidas ocasiones la falta de narrativas LGBTQ dentro de la historia del juego, mientras que las relaciones heterosexuales se han mencionado en repetidas ocasiones. El 27 de abril de 2022, se confirmó la orientación sexual de David mediante el anuncio de una inminente actualización de la historia titulada Devoción, en la que se explica que su comportamiento delictivo tiene su origen en su lucha interna por aceptar que es gay.
En un comunicado de prensa, los desarrolladores indicaron que querían "dar vida a la inclusión y la representación de forma significativa" en la historia del juego. Con la expansión de la historia de David para explorar su identidad como hombre gay, los desarrolladores consultaron con GaymerX, una organización dedicada a proporcionar asesoramiento sobre las mejores prácticas para la integración de temas LGBTQIA2+ en el contenido del juego en un intento de evitar un tokenistic retrato de la caracterización de David o dar un énfasis indebido en tropos negativos sobre los hombres homosexuales.
En una entrevista con Eurogamer, Richard explicó que, en un principio, el equipo tenía la intención de dejar a los personajes del juego "abiertos a la interpretación" y abstenerse de explorar sus relaciones o su sexualidad, pero que desde entonces han llegado a comprender que "las relaciones son una parte tan importante de las narrativas para los personajes" y han reconocido que su postura creativa anterior fue un error. Para implementar esta nueva dirección creativa, el equipo identificó el Archivo como la plataforma en Dead by Daylight que permite al equipo creativo profundizar en la narrativa del juego, en contraposición a un nuevo capítulo de contenido de la historia donde se centrarían más en el horror y en por qué el Superviviente había sido tomado por la Entidad, la fuerza antagonista general del juego.
En cuanto a la decisión de establecer a David como gay años después de su introducción original, Richard admitió que el Archivo permite al equipo "hacerlo más rápido, y de la forma correcta". El equipo se decidió por David porque su personaje tiene más sentido en el contexto de la retrospectiva del Archivo, en contraposición a cualquier posible valor de choque detrás de un personaje típicamente masculino que sale del armario como gay. Desde la perspectiva de Richard, David es "un gran ajuste para contar una historia increíble", ya que es un personaje querido por la base de fans de Dead of Daylight, y que ya ha aparecido en fan fiction obras que fantasean con él como un personaje gay.

## Juego
Como todos los supervivientes de Dead by Daylight, David tiene tres ventajas exclusivas que también pueden desbloquearse para que las usen otros supervivientes:
- Dead Hard solo se puede usar cuando se está herido y esprintando, y originalmente permitía a los jugadores lanzarse fuera del camino para evadir un golpe del Asesino que de otro modo les pondría en estado moribundo.[8] Una vez usado, el perk tiene un enfriamiento antes de que se pueda usar de nuevo.[9] Ha demostrado ser uno de los perks más populares entre los jugadores a lo largo del juego.[9] La cualidad se modificó en agosto de 2022; ahora permite al jugador herido recibir un golpe adicional sin entrar en estado de muerte cuando se activa, pero sufrirá el efecto Herida profunda, que requiere que se cure en un tiempo determinado o entrará automáticamente en estado de muerte.[9]

- We're Gonna Live Forever originalmente permitía al jugador ganar un token cada vez que cegaba o aturdía al Asesino, desenganchaba a un Superviviente de forma segura o recibía un golpe del Asesino para proteger a un Superviviente.[10] Por cada ficha ganada, la cantidad de puntos de sangre que el jugador recibía al final de la partida aumentaba un 25%.[11] La cualidad también se modificó en agosto de 2022, y todas sus características originales se sustituyeron por la única característica de duplicar la velocidad a la que David cura a los supervivientes que están agonizando.[11]

- No Mither obliga al jugador a jugar toda la partida en estado herido, sin poder curarse del todo; a cambio, no dejan rastros de sangre, sus gruñidos de dolor son más silenciosos, su velocidad de recuperación del estado moribundo aumenta y pueden recuperarse del estado moribundo sin la ayuda de otro Superviviente.[10]

En febrero de 2018, como parte del evento Howling Grounds que celebraba el Año Nuevo Chino, los jugadores podían desbloquear un traje especial para David. El evento Archive Tome V, que conmemoraba Halloween 2020, ofrecía el atuendo "Rufián" para David, disponible exclusivamente en la Grieta. En noviembre de 2020, David apareció en el tráiler cinemático del DLC A Binding of Kin, que presentaba a Élodie Rakoto como Superviviente y a los Gemelos como nuevos Asesinos.

## Recepción

### Personaje y jugabilidad
Analizando las ventajas de clase de David como personaje jugable, Rich McCormick de Rock, Paper, Shotgun lo describió como un "pseudotanque diseñado para rescatar a compañeros de equipo". Sus habilidades le hacen más duro que la mayoría de los demás Supervivientes, lo que permite a los jugadores hacer interferencias para distraer a los Asesinos mientras sus compañeros de equipo, que controlan a personajes menos duraderos, pueden concentrarse en reparar los generadores. Su compañero Fraser Brown describió a David como un "jugador de equipo sorprendentemente bueno" a pesar de su historia de fondo y su actitud. Comic Book Resources describió a David como uno de los mejores Supervivientes del juego, especialmente por sus perks Dead Hard y We're Gonna Live Forever, destacando este último por permitir a los jugadores recibir un porcentaje extra de Bloodpoints hasta que esta característica fue eliminada del perk en 2022. Maria Meluso de Screen Rant también destacó We're Gonna Live Forever como una de las dos más importantes del juego para los jugadores que quieran maximizar la cantidad de Bloodpoints que reciben. También escribiendo para Screen Rant, Brooke Paulding elogió igualmente a David como uno de los mejores Supervivientes de Dead by Daylight. Lo describió como único entre los Supervivientes del juego ya que, en lugar de dar prioridad a escapar de las persecuciones o reparar los generadores, sus ventajas son más adecuadas para permanecer en las persecuciones el mayor tiempo posible y mantener al Asesino alejado de sus compañeros Supervivientes.
Noah Smith, de TheGamer', describió a David como uno de los mejores Supervivientes para los nuevos jugadores, aunque advirtió que no se usara la pericia No Mither, por lo difícil que hace el juego. Tanto Devon Ledohowski como Yesh Nair de Dot Esports destacaron Dead Hard como uno de los mejores o útiles perks disponibles para Supervivientes. Según las estadísticas recopiladas por Behaviour Interactive desde julio de 2017 hasta mayo de 2021, Dead Hard es la tercera perk de Supervivencia más utilizada, por detrás de Self Care de Claudette Morel y Borrowed Time de Bill Overbeck. Además, Behaviour reveló en abril de 2022 que David ocupa "una cómoda posición en el top 10" a la hora de ser elegido por los jugadores. El personaje está inspirado en el actor de cine de acción británico, Jason Statham, con quién el personaje comparte cierto parecido físico.

### Representación LGBT
Ed Nightingale de Eurogamer observó que, hasta la revelación de la sexualidad de David, había una visible expectación entre segmentos de la base de jugadores por un personaje abiertamente LGBT+ en el juego que los reflejara, y que el propio David había sido durante mucho tiempo un favorito de los fans que es a menudo interpretado como un personaje no heterosexual. TJ Denzer de Shacknews observó que la repentina revelación de David como el primer personaje abiertamente gay del juego puede ser "chocante para algunos que llevan mucho tiempo jugando", pero opinó que muchos otros lo aceptarán como una "grata sorpresa" o permanecerán indiferentes.
En un debate en profundidad sobre las reacciones de los jugadores a la revelación de la orientación sexual de David, Tyler Wilde, de PC Gamer, señaló que "las opiniones están por todas partes". Wilde informó de que muchos respondieron positivamente al aumento de la representación, y algunos elogiaron a los desarrolladores por no optar por explotar comercialmente el momento "como una oportunidad para vender la inclusión" mediante la ampliación de la historia de un personaje existente en lugar de introducir un personaje DLC. Por otro lado, Wilde afirmó que algunos jugadores expresaron su descontento con el anuncio de un personaje que algunos percibían como el arquetipo de chav británico, con opiniones que iban desde "hortera, complaciente o que no iba lo suficientemente lejos". Wilde afirmó que varias "reacciones negativas o confusas" procedían de personas que desconocían que el anuncio coincidía con una nueva expansión de la historia del personaje y daban por hecho que los desarrolladores habían consultado a GaymerX sólo para escribir una entrada de blog en la que se declaraba su identidad sexual. Por último, Wilde calificó el resto de las reacciones negativas de homofobia por parte de "personas y expertos que rechazan no sólo la idea de la representación, sino también las propias identidades representadas, y que tomaron el anuncio como una ocasión para indignarse".